# Marasmiellus humillimus
Marasmiellus humillimus är en svampart som först beskrevs av Lucien Quélet, och fick sitt nu gällande namn av Rolf Singer 1974. Enligt Catalogue of Life ingår Marasmiellus humillimus i släktet Marasmiellus,  och familjen Marasmiaceae, men enligt Dyntaxa är tillhörigheten istället släktet Marasmiellus,  och familjen Omphalotaceae. Artens status i Sverige är: Ej påträffad. Inga underarter finns listade i Catalogue of Life.